# Pamorah
Pamorah is een bestuurslaag in het regentschap Bangkalan van de provincie Oost-Java, Indonesië. Pamorah telt 2564 inwoners (volkstelling 2010).